# 次声学
次声学，顾名思义就是研究次声的产生、传播、接收与应用的声学分支。次声是指频率在20赫兹以下，不能被人耳辨认的声音。最初人们只能从自然界中接收到高能量的次声，高能炸药和核武器的出现推动了次声学的发展。